# Parag Pathak
Parag A. Pathak (* 8. Juni 1980 in Corning (New York)) ist ein US-amerikanischer Bildungsökonom und Hochschullehrer.
Pathak stammt von Einwanderern aus Kathmandu in Nepal ab. Er studierte an der Harvard University angewandte Mathematik mit Bachelor- und Master-Abschluss und promovierte dort 2007 in Betriebswirtschaft. Von 2002 bis 2003 studierte er an der Universität Toulouse bei Jean Tirole. Nach der Zeit als Junior Fellow der Harvard Society of Fellows lehrte er ab 2008 am Massachusetts Institute of Technology, wo er die School Effectiveness & Inequality Initiative mitbegründete.
Unter anderem ist er für Beiträge zum Marktdesign bekannt, die Regeln der Spieltheorie für bestimmte Märkte identifizieren. So studierte er unter seinem Protegé Alvin E. Roth die Regeln der Karriere von Schülern im High School System New Yorks. Weitere Studien unternahm er über Charter Schools im Raum Boston, die er im Vergleich zu traditionellen Schulen besonders effektiv fand. Er untersuchte auch Eliteschulen mit Aufnahmeprüfung in New York (Bronx High School of Science, Stuyvesant High School) und Boston (Boston Latin School) und fand heraus, dass der Erfolg der Schüler in erster Linie auf den Auslesekriterien für die Aufnahme fußte.
Er war Alfred P. Sloan Fellow und erhielt 2012 einen Presidential Early Career Award. 2018 erhielt er die John Bates Clark Medal. Seit 2018 ist er Mitglied der American Academy of Arts and Sciences, seit 2025 Mitglied der National Academy of Sciences. 2014 gehörte er zu den 25 hoffnungsvollen Nachwuchsökonomen, die der International Monetary Fund auswählte. Gewürdigt wurde dabei seine Anwendung von Ingenieursmethoden in der Mikroökonomie, seine Beiträge zu Market Design, Ökonomie der Ausbildung und urbane Ökonomie.

## Schriften (Auswahl)
- mit P. Asquith, J. R. Ritter: Short interest, institutional ownership, and stock returns, Journal of Financial Economics, Band 78, 2005, S. 243–276
- mit A. Abdulkadiroglü, J. D. Angrist, S. M. Dynarski, T. J. Kane: Accountability and flexibility in public schools: Evidence from Boston's charters and pilots, Quarterly Journal of Economics, Band 126, 2011, S. 699–748
- mit J. Y. Campbell, S. Giglio: Forced sales and house prices, American Economic Review, Band 101, 2011, S. 2108–2131
- mit A. Abdulkadiroğlu, A. E. Roth: The New York City high school match, American Economic Review, Band 95, 2005, S. 364–367
- mit A. Abdulkadiroğlu, A. E. Roth, T. Sönmez: The Boston public school match, American Economic Review, 2005, S. 368–371
- mit A. Abdulkadiroğlu, A. E. Roth: Strategy-proofness versus Efficiency in Matching with Indifferences: Redesigning the NYC High School Match, American Economic Review, Band 41, 2010, S. 1954